# Philo : Sapere aude
Pour la devise des Lumières, voir Sapere aude.
Philo
#Philo : Sapere aude, ou Merlí: Sapere aude en version originale, est une série télévisée catalane diffusée de 2019 à 2021 sur Movistar Plus+. Composée de deux saisons de huit épisodes, il s'agit d'une série dérivée de #Philo, dans laquelle Pol Rubio (Carlos Cuevas), qui était lycéen dans cette dernière série, étudie la philosophie à l'université.

## Synopsis
Trois mois après la mort de Merlí, son professeur de philosophie au lycée, Pol Rubio choisit de tenter sa chance à l'université de Barcelone en étudiant la philosophie pour devenir lui-même enseignant.

## Distribution

### Personnages principaux
- Carlos Cuevas (VF : Martin Faliu) : Pol Rubio, un jeune homme qui commence ses études de philosophie (16 épisodes, saison 1 et 2)
- María Pujalte (VF : Sophie Riffont) : María Bolaño, une professeure d'éthique à l'université de Barcelone (16 épisodes, saison 1 et 2)
- Pablo Capuz (VF : Baptiste Mège) : Rai, un camarade aisé de Pol (16 épisodes, saison 1 et 2)
- Claudia Vega (VF : Alexia Papineschi) : Oti, une camarade de Pol (16 épisodes, saison 1 et 2)
- Pere Vallribera (VF : Benjamin Bollen) : Biel, un camarade de Pol (16 épisodes, saison 1 et 2)
- Boris Ruiz (VF : Jean-Loup Horwitz) : Alfonso Rubio, le père de Pol (16 épisodes, saison 1 et 2)
- David Solans (VF : Sébastien Baulain) : Bruno Bergeron, le fils de Merlí (8 épisodes, saison 1)
- Azul Fernández (VF : Clara Soares) : Minerva, une étudiante argentine camarade de Pol (8 épisodes, saison 1)
- Jordi Coll (VF : Boris Rehlinger) : Axel, un chef de chantier à qui s'intéresse Pol (8 épisodes, saison 2)
- Eusebio Poncela (VF : Gérard Darier) : Dino, le gérant du bar Satanassa (5 épisodes, saison 2)

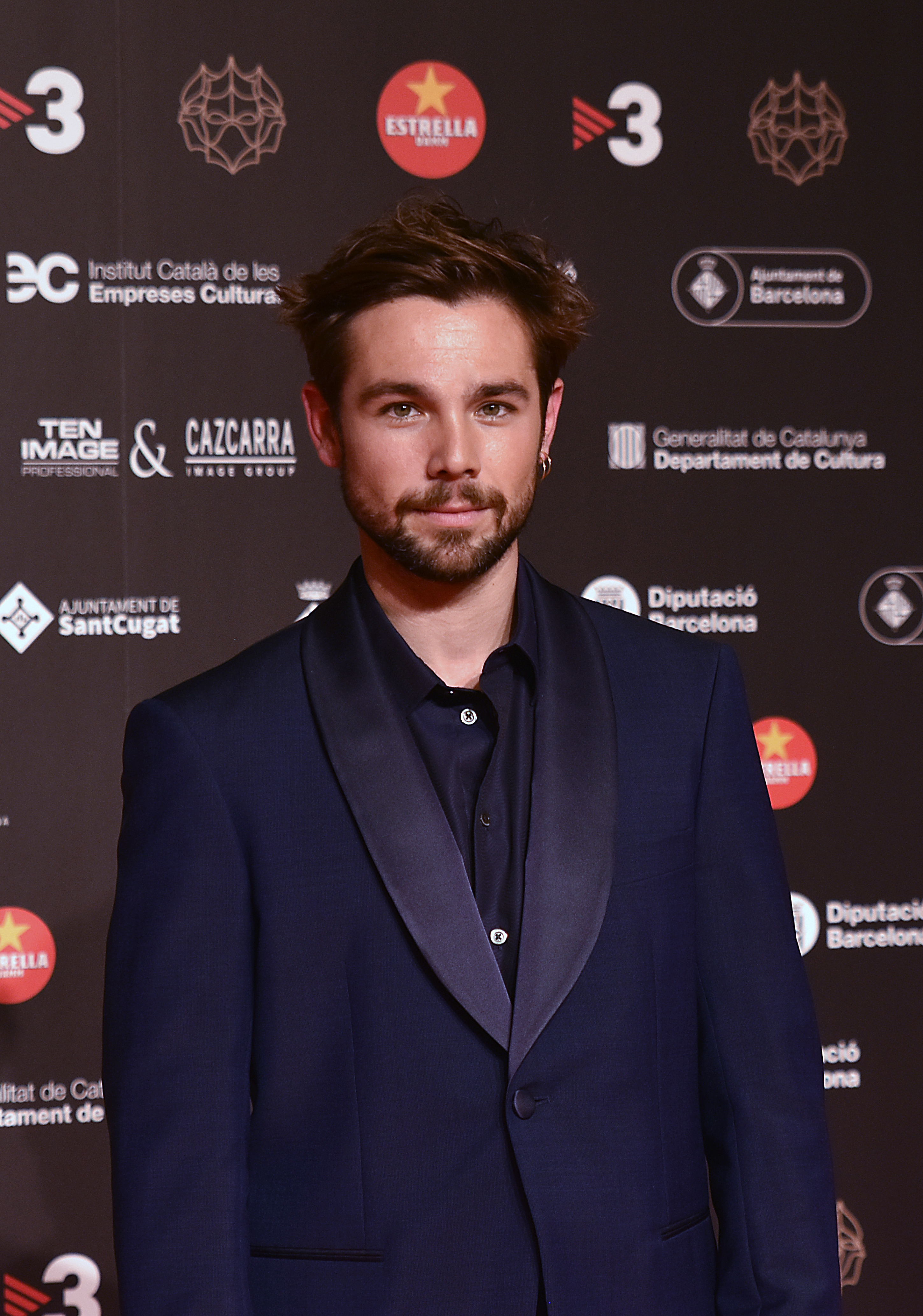
Carlos Cuevas (Pol)
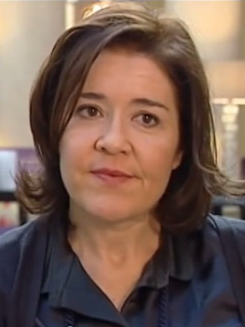
María Pujalte (María)
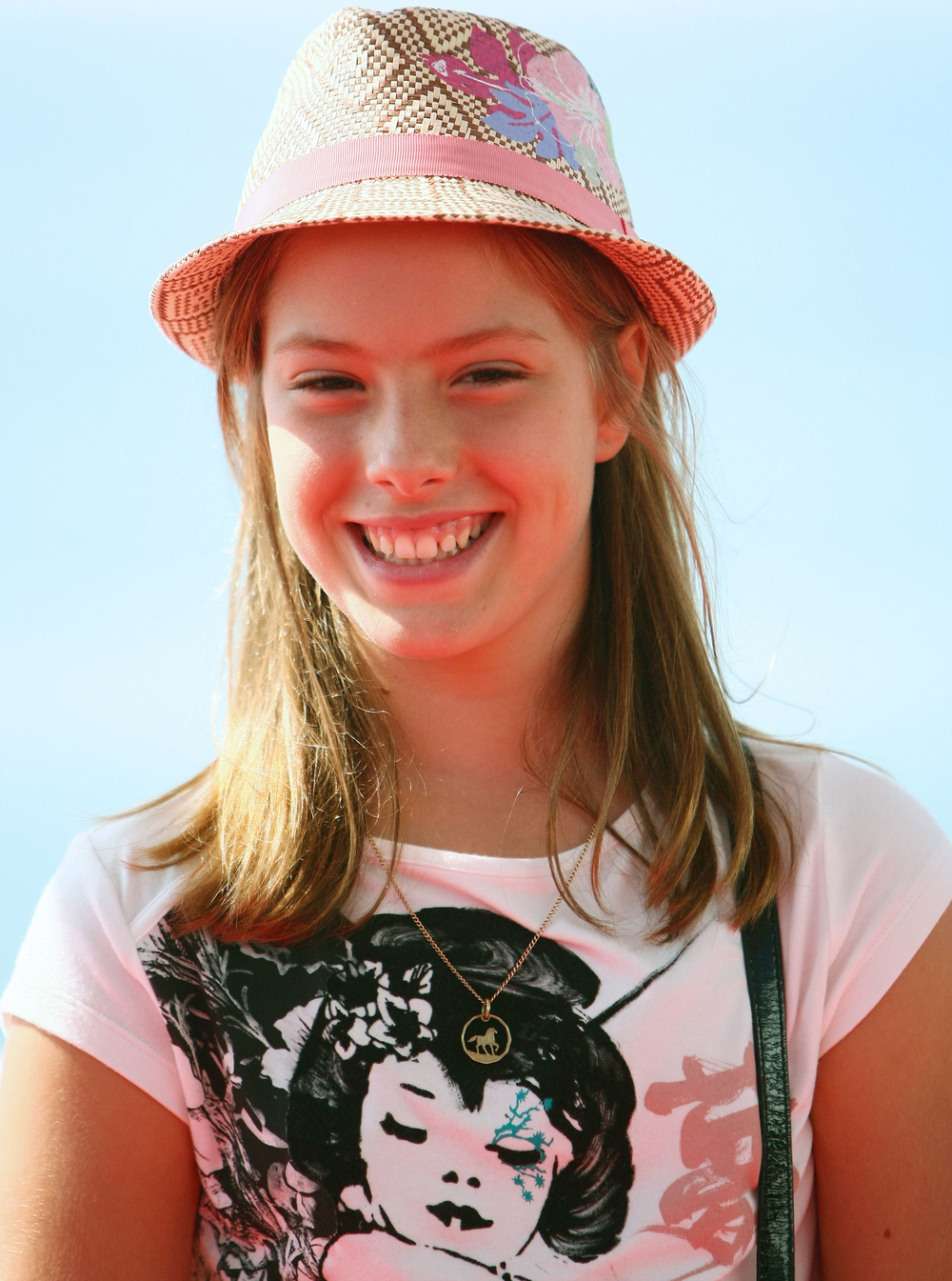
Claudia Vega (Oti)
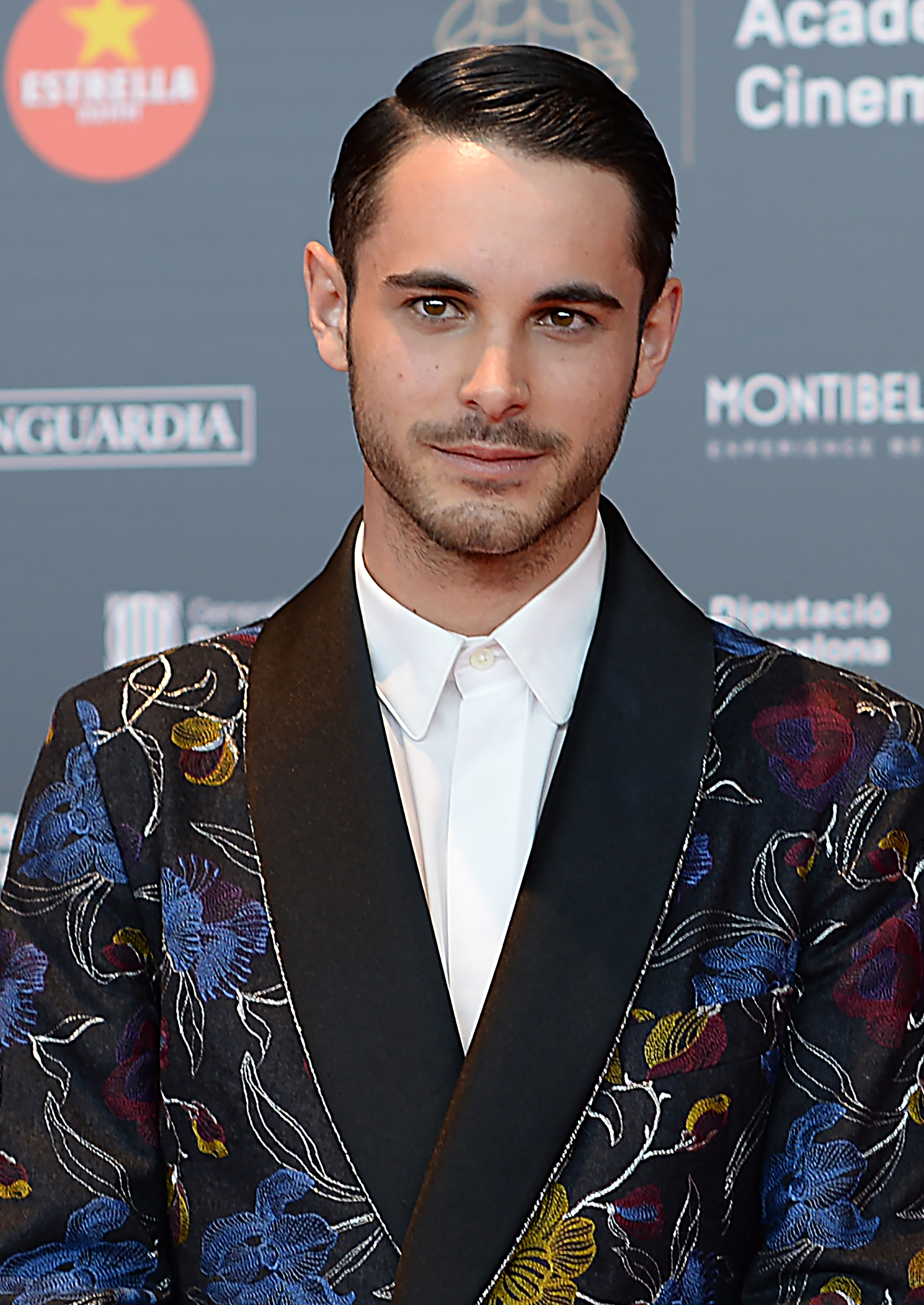
David Solans (Bruno)
Eusebio Poncela (Dino)

### Personnages secondaires et invités
- Martí Atance : Arnau, le petit-ami d'Oti (15 épisodes, saison 1 et 2)
- Eva Martín (VF : Rafaèle Moutier) : Sílvia Montoliu, une professeure à l'université de Barcelone (14 épisodes, saison 1 et 2)
- Assun Planas (VF : Marie-Frédérique Habert) : Glòria, la nouvelle compagne du père de Pol (14 épisodes, saison 1 et 2)
- Carmen Conesa (VF : Véronique Augereau) : Vicky, la mère de Rai (13 épisodes, saison 1 et 2)
- Lesley Grant (VF : Emilie Marié) : Amy O'Connor, la colocataire américaine de Minerva (12 épisodes, saison 1 et 2)
- Joan Negrié (VF : Olivier Chauvel) : Xavier Vidal, le recteur de la faculté de philosophie (11 épisodes, saison 1 et 2)
- Gloria Ramos : Laura, la fille trisomique de María (10 épisodes, saison 1 et 2)
- Carlos Indriago (VF : Jonathan Guimbord) : Angel, un ami de Bruno (10 épisodes, saison 1 et 2)
- Pere Brasó (VF : Frédéric Popovic) : Octavi, un professeur à l'université de Barcelone (9 épisodes, saison 1 et 2)
- Zoe Stein : Sara, une amie de Bruno (5 épisodes, saison 1)
- Blanca Martínez : Judith, une amie de Vicky (8 épisodes, saisons 1 et 2)
- Teresa Sánchez (VF : Marie-Frédérique Habert) : Susana, une amie de Vicky (8 épisodes, saisons 1 et 2)
- Roberto García Suárez : Henry, qui travaille pour Vicky et Rai (7 épisodes, saison 1)
- Arnaud Préchac (VF : Gabriel Bismuth-Bienaimé) : Étienne, le colocataire français de Minerva (6 épisodes, saisons 1 et 2)
- Zoe Stein : Sara, une amie de Bruno (5 épisodes, saison 1)
- Sílvia Marsó (VF : Catherine Davenier) : Esther, la tante de Rai (5 épisodes, saison 1)
- Anna M. Barbany (VF : Cathy Cerda) : Carmina Calduch, la grand-mère de Bruno (3 épisodes, saison 1)
- Francesc Orella (VF : Bruno Magne) : Merlí Bergeron, le professeur de philosophie de la série originale (1 épisode, saison 1)

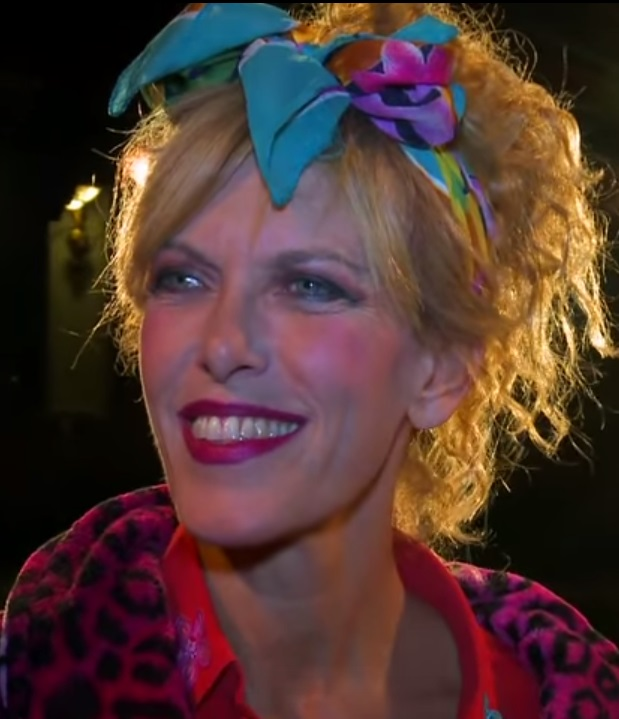
Carmen Conesa (Vicky)
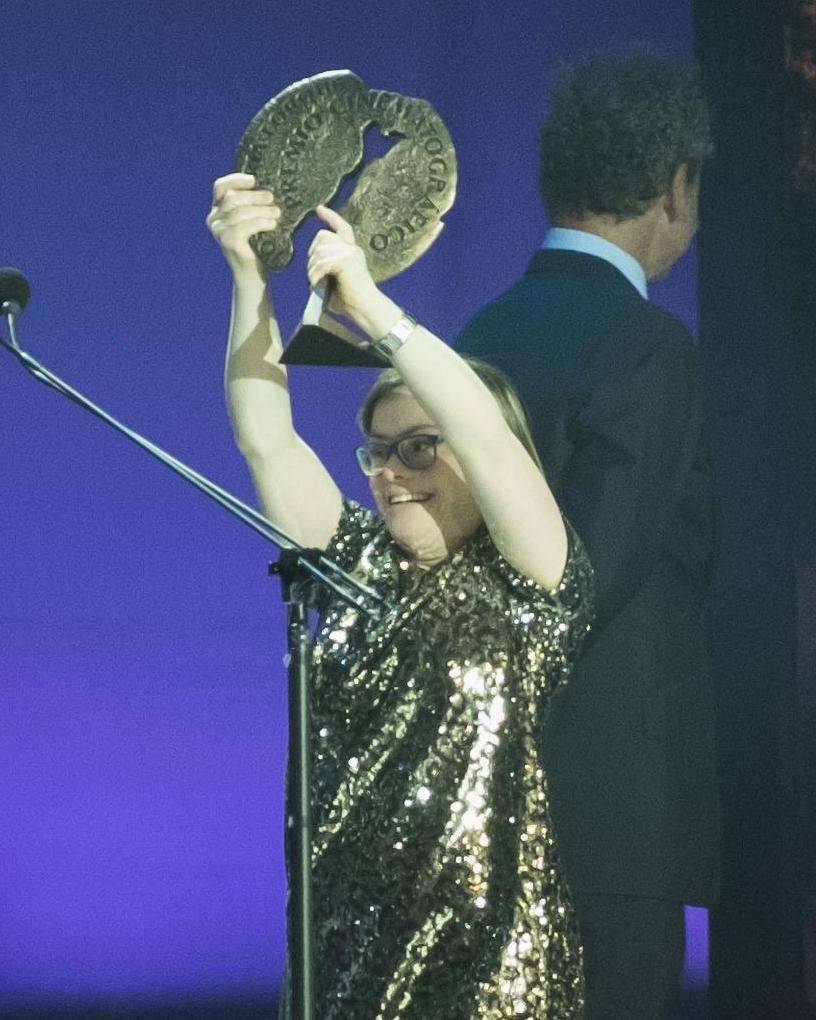
Gloria Ramos (Laura)
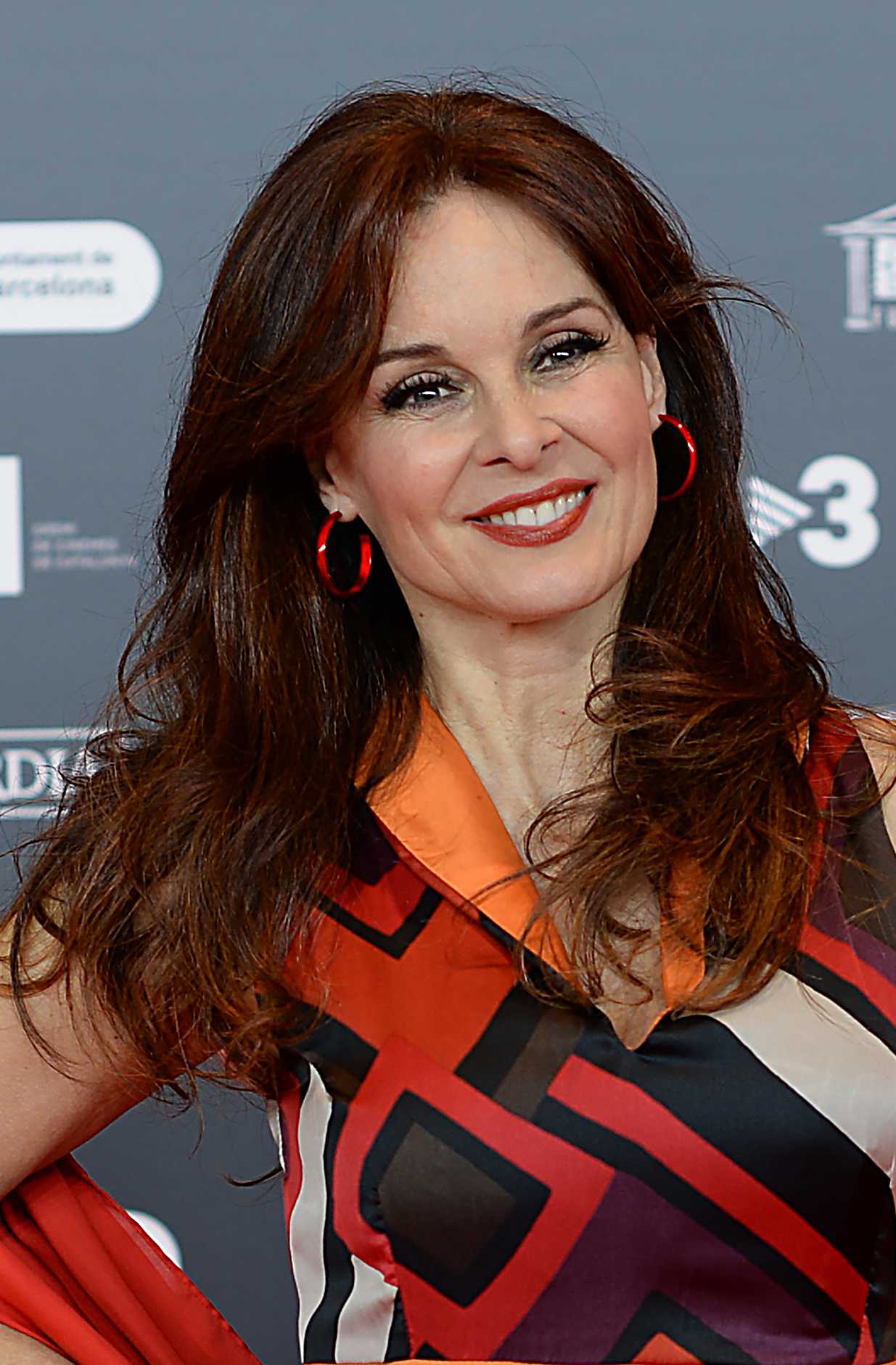
Sílvia Marsó (Esther)
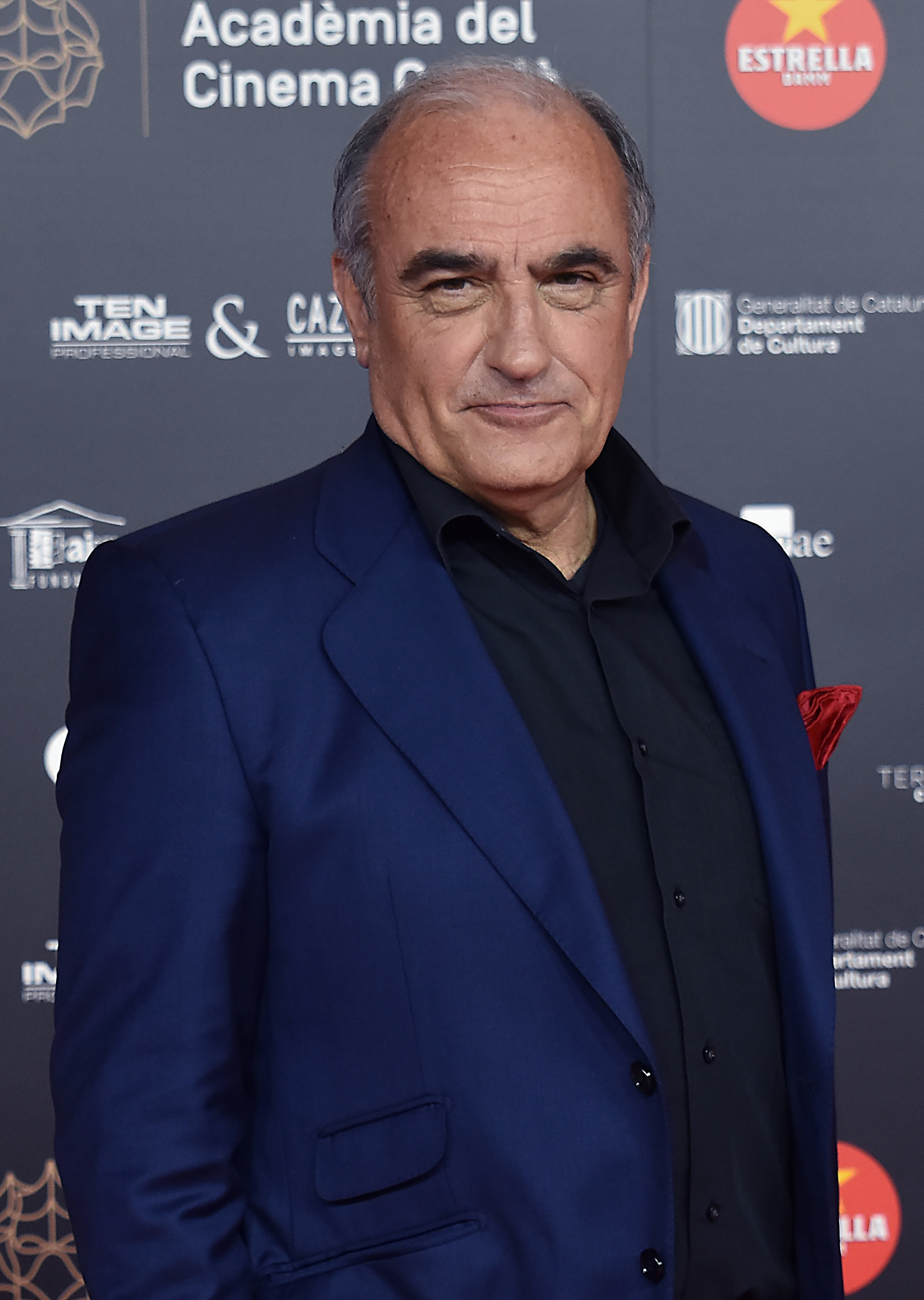
Francesc Orella (Merlí)

Version française
Studio de doublage : Audio'Art
Direction artistique : Dominique Bailly
Adaptation : Nina Verrecchia
 Source et légende : version française (VF) sur RS Doublageet selon le carton de doublage sur Netflix

## Production

### Développement
De 2015 à 2018, la série Philo (Merlí) est produite et diffusée par la chaîne publique catalane TV3. Elle rencontre un important succès dans l'ensemble du monde hispanophone, en particulier après sa diffusion sur Netflix,. Après trois saisons, la série s'achève par la mort de son personnage principal, le professeur de philosophie Merlí. À la suite du succès de Velvet Colección, série dérivée de la série espagnole Velvet, la plateforme numérique Movistar Plus+ choisit de renouveler l'expérience en créant une nouvelle série dérivée.
Philo : Sapere aude est créée par Héctor Lozano, créateur de la série originale. Le sous-titre de la série fait référence à l'expression latine Sapere aude attribuée à Horace et qui signifie « ose savoir ! ». Contrairement à Philo, qui consacrait chaque épisode à un philosophe, Philo : Sapere aude s'attache davantage à des thématiques et cite plusieurs auteurs, en conservant les débats philosophiques en classe. Le réalisateur de Philo Eduard Cortés est remplacé par Menna Fité.
L'intrigue se déroule peu après la mort de Merlí et suit son élève préféré Pol Rubio. Elle se déroule donc avant l'épilogue de Philo. En effet, dans le dernier épisode de Philo, la série fait un saut de sept ans dans le futur : Pol est désormais professeur de philosophie dans un lycée et dans une relation stable avec Bruno, le fils de Merlí,. À ce propos, Héctor Lozano estime que « de nombreuses choses peuvent arriver pendant tout ce temps, je n'étais lié par rien […] c'est une nouvelle série, ce n'est pas la quatrième saison de Philo ».

### Distribution des rôles

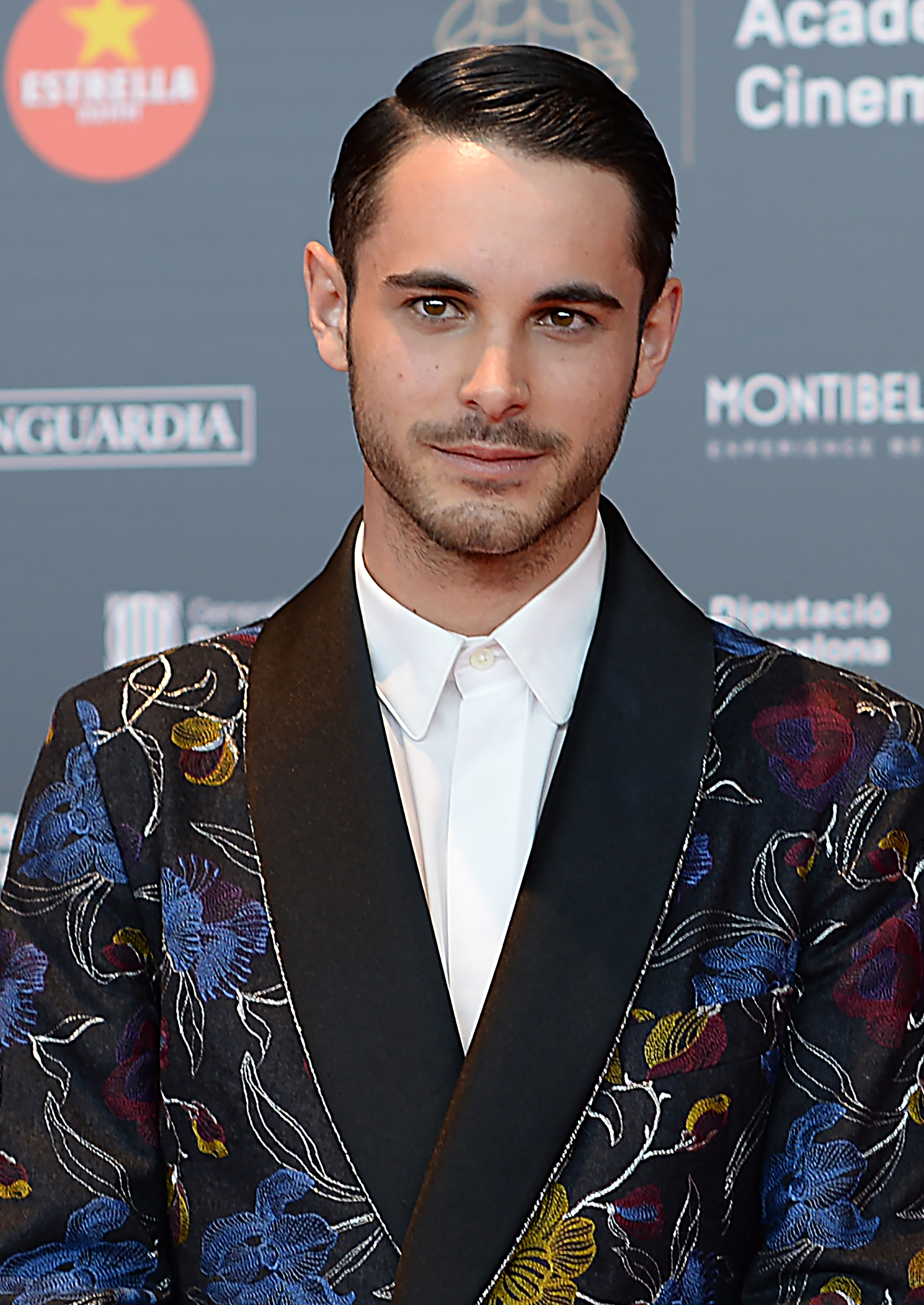
Déçu du traitement réservé à son personnage Bruno, David Solans quitte la série après la première saison.

S'agissant d'une série dérivée, plusieurs acteurs reprennent leur rôle de la série originale. Carlos Cuevas interprète toujours Pol Rubio, qui devient le personnage principal de la série. Sont également de retour : David Solans dans le rôle de Bruno (fils de Merlí), Anna M. Barbany dans le rôle de la Calduch (grand-mère de Bruno) et Boris Ruiz dans le rôle du père de Pol.
Parmi les nouveaux acteurs, sont d'abord annoncés María Pujalte (María Bolaño, professeure d'éthique qui sera la successeure de Merlí pour Pol) et Pablo Capuz (Rai, un nouvel ami de Pol). Clin d'œil aux fans d'Amérique latine, la distribution inclut une jeune étudiante argentine interprétée par Azul Fernández. Pere Vallribera et Claudia Vega sont par la suite annoncés pour jouer d'autres amis de Pol, tandis que Gloria Ramos, connue pour son rôle dans Champions, interprète la fille de María Bolaño.
Après la première saison, David Solans regrette que son personnage — l'un des rares de la série originale — ne dispose pas d'une histoire propre et ne serve que de soutien à celle de Pol. Il s'interroge également sur sa présence à l'écran, moins importante que dans le scénario initial et que dans les campagnes publicitaires pour la nouvelle série. Alors que Pol et Bruno doivent finir ensemble sept ans après le lycée, David Solans quitte la série en 2020 et refuse une apparition dans le dernier épisode de la deuxième saison. Azul Fernández, qui joue Minerva, ne fait pas non plus partie de la distribution de la deuxième saison, la pandémie de Covid-19 empêchant l'actrice argentine de rejoindre le tournage en Espagne.
La deuxième saison fait toutefois apparaître de nouveaux personnages dont Jordi Coll, qui interprète Axel un chef de chantier intervenant à l'université et dont Pol tombe sous le charme, et Eusebio Poncela, qui joue Dino le gérant du bar Satanassa.

### Tournage et diffusion

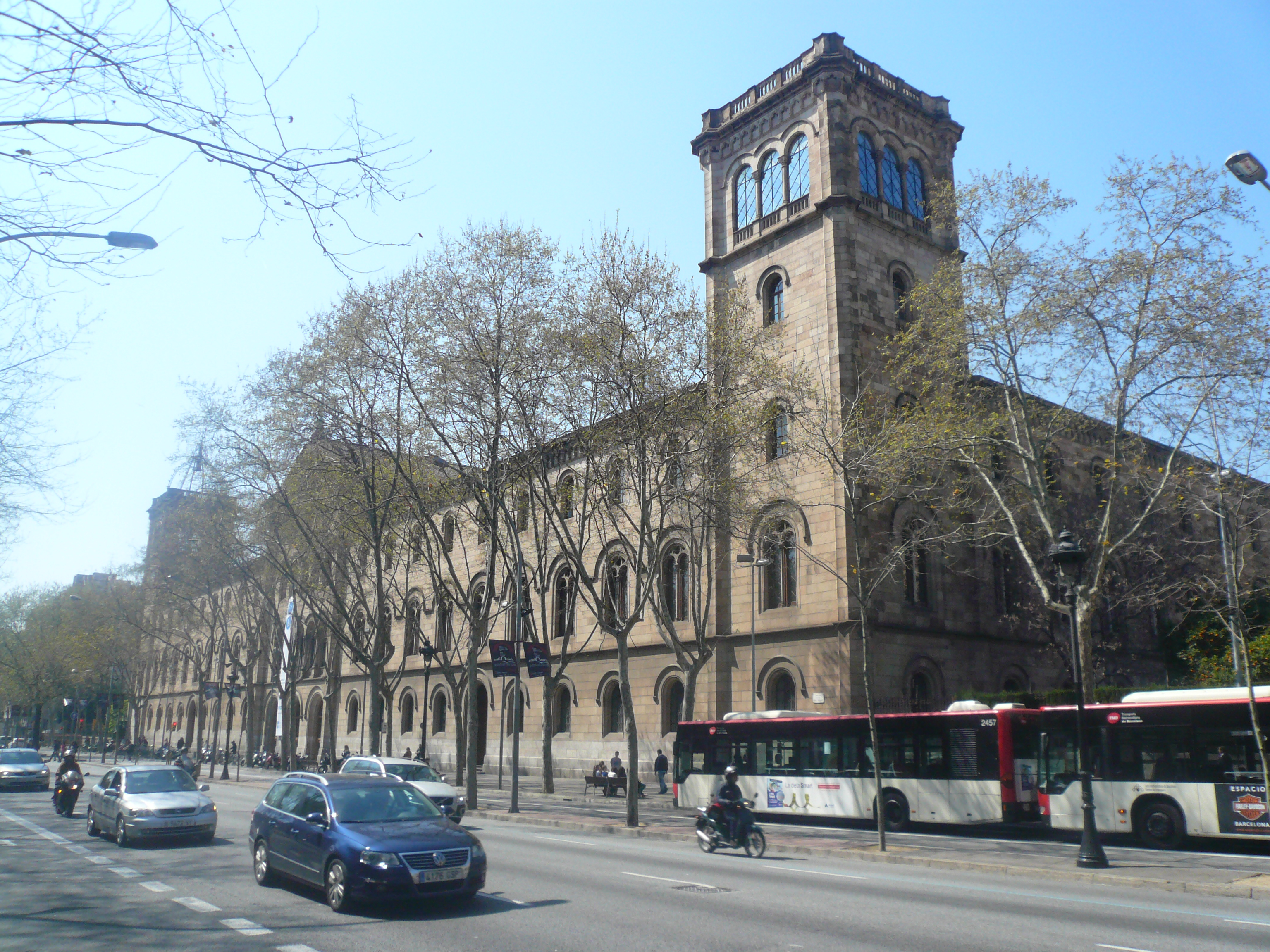
L'édifice historique de l'université de Barcelone, où a été tournée une partie de la série.

La série est tournée en catalan et en espagnol.
Le tournage de la première saison débute le 20 mai 2019 et dure dix semaines. La première saison est entièrement tournée à Barcelone, en particulier dans le bâtiment historique de l'université de Barcelone. Le tournage se déroule également dans d'autres quartiers comme le quartier gothique, El Raval et la plage.
La première saison est disponible le 5 décembre 2019 sur Movistar Plus+,, puis le 25 février 2022 sur Netflix.
La deuxième saison est tournée entre août et octobre 2020, également à Barcelone. Parmi les principaux lieux de tournage figurent toujours l'université, le quartier gothique et la plage de La Barceloneta, mais aussi le quartier de la Sagrada Família.
Cette deuxième et dernière saison est diffusée à partir du 2 avril 2021 sur Movistar Plus+. La série s'achève ainsi après seize épisodes. Elle est ensuite disponible sur Netflix, à compter du 9 septembre 2022.

### Fiche technique
Sauf indication contraire, les informations mentionnées dans cette section peuvent être confirmées par la base de données cinématographiques IMDb,  présente dans la section « Liens externes ».
- Titre français : #Philo : Sapere aude
- Titre original : Merlí: Sapere aude
- Création : Héctor Lozano
- Réalisation : Menna Fité
- Scénario : Héctor Lozano et Alfonso Díaz
- Direction artistique : Josep Rosell et Roser Pérez
- Costumes : Maria Reyes, Marco Magallón et María José Marco
- Photographie : Joan Benet
- Montage : Dani Arregui, Luis Rico et Luis Calvo
- Casting : Consol Tura
- Musique : Xavier Capellas
- Production : Fran Araújo, Ignasi Comillas, Domingo Corral, Héctor Lozano, Aitor Montánchez, Ismael Calleja
- Sociétés de distribution : Movistar Plus+, Netflix
- Pays d'origine :  Espagne
- Langues originales : catalan et espagnol
- Format : couleur
- Genre : comédie dramatique
- Nombre de saisons : 2
- Nombre d'épisodes : 16
- Durée : 50 minutes environ

## Épisodes

### Saison 1
| № | Titre                                  | Réalisation | Scénario                      | Première diffusion | Code de prod. |
| - | -------------------------------------- | ----------- | ----------------------------- | ------------------ | ------------- |
| 1 | Épisode 1 (Sapere Aude)                | Menna Fité  | Héctor Lozano et Alfonso Díaz | 5 décembre 2019    | 101           |
|   |                                        |             |                               |                    |               |
| 2 | Épisode 2 (Fin amor)                   | Menna Fité  | Héctor Lozano et Alfonso Díaz | 5 décembre 2019    | 102           |
|   |                                        |             |                               |                    |               |
| 3 | Épisode 3 (El cardumen)                | Menna Fité  | Héctor Lozano et Alfonso Díaz | 5 décembre 2019    | 103           |
|   |                                        |             |                               |                    |               |
| 4 | Épisode 4 (Le petite mort)             | Menna Fité  | Héctor Lozano et Alfonso Díaz | 5 décembre 2019    | 104           |
|   |                                        |             |                               |                    |               |
| 5 | Épisode 5 (Bizitza)                    | Menna Fité  | Héctor Lozano et Alfonso Díaz | 5 décembre 2019    | 105           |
|   |                                        |             |                               |                    |               |
| 6 | Épisode 6 (Crazy)                      | Menna Fité  | Héctor Lozano et Alfonso Díaz | 5 décembre 2019    | 106           |
|   |                                        |             |                               |                    |               |
| 7 | Épisode 7 (Río)                        | Menna Fité  | Héctor Lozano et Alfonso Díaz | 5 décembre 2019    | 107           |
|   |                                        |             |                               |                    |               |
| 8 | Épisode 8 (El batalló sagrat de Tebes) | Menna Fité  | Héctor Lozano et Alfonso Díaz | 5 décembre 2019    | 108           |
|   |                                        |             |                               |                    |               |

### Saison 2
| № | Titre                     | Réalisation | Scénario                      | Première diffusion | Code de prod. |
| - | ------------------------- | ----------- | ----------------------------- | ------------------ | ------------- |
| 1 | ? (Un pálido punto azul)  | Menna Fité  | Héctor Lozano et Alfonso Díaz | 2 avril 2021       | 201           |
|   |                           |             |                               |                    |               |
| 2 | ? (O Fortuna, velut luna) | Menna Fité  | Héctor Lozano et Alfonso Díaz | 2 avril 2021       | 202           |
|   |                           |             |                               |                    |               |
| 3 | ? (La cigüeña)            | Menna Fité  | Héctor Lozano et Alfonso Díaz | 9 avril 2021       | 203           |
|   |                           |             |                               |                    |               |
| 4 | ? (Coches inteligentes)   | Menna Fité  | Héctor Lozano et Alfonso Díaz | 16 avril 2021      | 204           |
|   |                           |             |                               |                    |               |
| 5 | ? (Llorir)                | Menna Fité  | Héctor Lozano et Alfonso Díaz | 23 avril 2021      | 205           |
|   |                           |             |                               |                    |               |
| 6 | ? (Vida normal)           | Menna Fité  | Héctor Lozano et Alfonso Díaz | 30 avril 2021      | 206           |
|   |                           |             |                               |                    |               |
| 7 | ? (Quemar el libro)       | Menna Fité  | Héctor Lozano et Alfonso Díaz | 7 mai 2021         | 207           |
|   |                           |             |                               |                    |               |
| 8 | ? (Maestros)              | Menna Fité  | Héctor Lozano et Alfonso Díaz | 7 mai 2021         | 208           |
|   |                           |             |                               |                    |               |

## Accueil

### Réception critique
Comparant la série à sa prédécesseure, Tomàs Delclós d'El País regrette que « les corrections dans le récit visuel ne s'accompagnent pas d'une intrigue ambitieuse ». Il estime que « comme pour Merlí, le casting est le principal succès » de la série.

### Nominations et récompenses
| Année | Prix         | Catégorie         | Nomination         | Résultat   |
| ----- | ------------ | ----------------- | ------------------ | ---------- |
| 2020  | Premios Iris | Meilleur scénario | Héctor Lozano      | Nomination |
| 2020  | Premios Iris | Meilleure fiction | Merlí: Sapere aude | Nomination |
| 2021  | Premios Iris | Meilleure actrice | María Pujalte      | Nomination |